# ناگیسا ساکوراوچی
ناگیسا ساکوراوچی (انگلیسی: Nagisa Sakurauchi؛ زادهٔ ۱۱ اوت ۱۹۸۹) بازیکن فوتبال اهل ژاپن است.
از باشگاه‌هایی که در آن بازی کرده‌است می‌توان به باشگاه فوتبال جوبیلو ایواتا اشاره کرد.